# 플라잉 머신 3D
《플라잉 머신 3D》(The Flying Machine)는 2011년 공개된 애니메이션 영화이다.

## 줄거리
어느 가족이 이상하고 놀라운 비행기를 타고 전 세계를 여행하며, 그 과정에서 여러 모험을 겪게 된다.

## 출연

### 주연
- 헤더 그레이엄
- 랑랑